# Adolf Haslinger
Adolf Haslinger (* 23. März 1933 in Saalfelden; † 7. Jänner 2013 in Salzburg) war ein österreichischer Anglist und Germanist. Von 1995 bis 2001 war er Rektor der Universität Salzburg.

## Leben

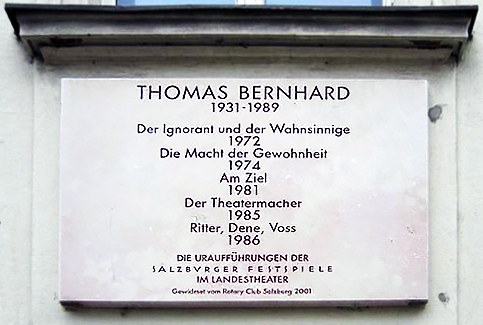
Die von Adolf Haslinger angeregte Gedenktafel am Salzburger Landestheater erinnert an Uraufführungen von Thomas-Bernhard-Stücken.

Adolf Haslinger schloss 1961 sein Studium der Anglistik und Germanistik an der Universität Innsbruck mit einer Dissertation über die „Dialektgeografie des Pinzgaues“ ab. Als 1964 an der Universität Salzburg das Institut für Germanistik neu gegründet wurde, begann er dort als Assistent zu arbeiten. Nach seiner Habilitation über „Epische Formen im höfischen Barockroman“ 1969 folgten 1973 die Ernennung zum außerordentlichen Professor und 1976 die Berufung zum ordentlichen Universitätsprofessor für „Österreichische Literatur“.
Adolf Haslinger war Leiter des von ihm 1977 gegründeten Salzburger Literaturarchivs und Vorstandsmitglied in literarischen Gesellschaften und Vereinigungen. Weiters war er Gründungspräsident der „Internationalen Thomas-Bernhard-Gesellschaft“.

## Wirken
Adolf Haslingers Forschungsinteresse galt neben der Barockliteratur und der Edition der Texte von Adalbert Stifter und George Saiko vor allem der österreichischen Gegenwartsliteratur, wie seine Publikationen zu H.C. Artmann, Konrad Bayer, Thomas Bernhard, Heimito von Doderer, Franz Innerhofer und Andreas Okopenko belegen. Als neu ernannter Germanistikprofessor hat Adolf Haslinger 1977 das Salzburger Literaturarchiv gegründet, das wertvolle Manuskripte und Archivalien von Autoren wie Thomas Bernhard, Peter Handke und Stefan Zweig erwerben konnte. Als Präsident des Salzburger Rotary Clubs hat Haslinger im Jahr 2001 die Anbringung einer Gedenktafel am Salzburger Landestheater betrieben, die daran erinnert, dass wichtige Uraufführungen von Thomas-Bernhard-Stücken an diesem Theater erfolgt sind. Mit dem Nobelpreisträger Peter Handke, mit dem Haslinger seit 1972 bekannt war und über den er mehrfach publiziert hat, verband ihn eine langjährige Freundschaft.

Auch die Geschichte und Kultur der Stadt Salzburg war ein zentraler Arbeitsschwerpunkt von Adolf Haslinger, weshalb er etwa gemeinsam mit Peter Mittermayr das Salzburger Kulturlexikon herausgegeben hat. So hat er etwa schon Anfang der 1970er Jahre durch seine im „Salzburger Jahr“ mehr oder minder im Verborgenen publizierte Arbeit über „Joyce und Salzburg“ auf die besondere Verbindung des irischen Jahrhundertautors mit den österreichischen Städten Feldkirch, Innsbruck und Salzburg hingewiesen. Zwar ist die Bedeutung Salzburgs für Joyce’ Werk eher gering, aber wie Adolf Haslinger schon 1970 erkannt hat, doch biografisch interessant: 

„James Joyce und Salzburg, James Joyce und Österreich, nüchternes Lob für die vielgerühmte Stadt, keine tiefe Spur, ein flüchtiger Urlaubsaufenthalt, und doch um den lokalen Bezug ein Netz biografischer Details.“

## Auszeichnungen
- 1994: Großes Silbernes Ehrenzeichen für Verdienste um die Republik Österreich[2]